# Шаймурзинское сельское поселение
Шаймурзинское се́льское поселе́ние (чув. Çĕнъял ял тăрăхĕ) — муниципальное образование в Батыревском районе Чувашии Российской Федерации.
Административный центр — деревня Шаймурзино.

## История
Статус и границы сельского поселения установлены Законом Чувашской Республики от 24 ноября 2004 года № 37 «Об установлении границ муниципальных образований Чувашской Республики и наделении их статусом городского, сельского поселения, муниципального района и городского округа».

## Население
| 2010  | 2012  | 2013  | 2014  | 2015  | 2016  | 2017  |
| ----- | ----- | ----- | ----- | ----- | ----- | ----- |
| 1406  | ↘1355 | ↘1313 | ↘1265 | ↘1225 | ↘1175 | ↘1110 |
| 2018  | 2019  | 2020  | 2021  |       |       |       |
| ↘1092 | ↘1060 | ↘1049 | ↘1030 |       |       |       |

## Состав сельского поселения
| № | Населённый пункт | Тип населённого пункта          | Население |
| - | ---------------- | ------------------------------- | --------- |
| 1 | Верхнее Атыково  | деревня                         | ↗404      |
| 2 | Нижнее Турмышево | деревня                         | ↗422      |
| 3 | Шаймурзино       | деревня, административный центр | ↗906      |